# شيكينيو بايانو
شيكينيو بايانو (بالبرتغالية: Francisco Gomes Andrade Júnior‏) هو لاعب كرة قدم برازيلي في مركز ظهير ‏، ولد في 13 مارس 1980 في فييرا دي سانتانا في البرازيل. لعب مع أتلتيكو غويانيينسي وجمعية أرابيراكا الرياضية ونادي أفاي لكرة القدم ونادي باهيا ونادي برازيليا ونادي تريزه ونادي زانثي ونادي سيارا ونادي فيرانوبوليس.